# Campel
Campel foi uma comuna francesa na região administrativa da Bretanha, no departamento Ille-et-Vilaine. Estendia-se por uma área de 11 km². Em 2010 a comuna tinha 513 habitantes (densidade: 46,6 hab./km²).
Em 1 de janeiro de 2017, passou a formar parte da nova comuna de Val d'Anast.